# Мерима Исаковић
Мерима Исаковић (Земун, 13. јануар 1959) српска је филмска глумица. Рођена је у Земуну. Глумом се активно бавила крајем 1970-их и почетком 1980-их. Данас живи на Новом Зеланду.

## Филмографија
| Год.   | Назив           | Улога        |
| ------ | --------------- | ------------ |
| 1970-е |                 |              |
| 1978.  | Љубав и бијес   |              |
| 1979.  | Златан ланчић   |              |
| 1979.  | Ланци           | Загорка      |
| 1979.  | Јована Лукина   | Јована       |
| 1979.  | Пупинове звезде |              |
| 1980-е |                 |              |
| 1981.  | Нека друга жена | Јелена Савић |